# Cleomene II
Cleomene II (in greco antico: Κλεομένης?, Kleomènes; ... – 309 a.C.) è stato un sovrano greco antico, re di Sparta della dinastia degli Agiadi dal 370 al 309 a.C.

## Biografia
Figlio di Cleombroto I, ucciso nella battaglia di Leuttra, Cleomene succedette al fratello Agesipoli II, che aveva regnato solo qualche mese.
Il suo regno, che fu il più lungo della storia spartana, fu funestato nel 362 a.C. dalla sconfitta di battaglia di Mantinea a opera dei Tebani e successivamente fu caratterizzato da una fase di lento declino della città, di fatto passata, come il resto della Grecia, sotto il controllo macedone dopo la Battaglia di Cheronea del 338 a.C.
Nonostante il lungo periodo di regno, la storiografia antica non riporta altre informazioni su Cleomene II, tanto che alcuni storici riportano che questo sovrano regnò "senza lasciare traccia di sé".
Alla sua morte, avvenuta nel 309 a.C., il trono Agìade passò al nipote Areo I, in quanto il figlio primogenito Acrotato era già morto qualche anno prima del re e il secondogenito Cleonimo era stato scartato dalla linea di successione perché gli Spartani, secondo Plutarco, non si fidavano di lui.